# Rodolfo Gavinelli
Rodolfo Gavinelli (Torino, 1º de janeiro de 1895 – Torino, 1º janeiro de 1915) é um ex-futebolista italiano que atuava como atacante.
Rodolfo detém o recorde de jogador mais novo a defender a seleção italiana, com 16 anos, três meses e oito dias.